# 昭和池
昭和池（しょうわいけ）は、兵庫県加東市にあるため池。昭和池ダムにより堰き止められた山池で、ため池としては兵庫県内最大の貯水量を誇る。

## 概要
1934年（昭和9年）に竣工した三草山山麓の三草川上流およびカラクニ谷を堰き止めて作られたため池。三草川下流の旧滝野町と旧社町の一部の農地約1000町歩への灌漑用水源として築造された
。貯水量は1,502千m3でため池としては上田池（南あわじ市）の1,500千m3を上回り兵庫県内トップ。
1924年（大正13年）に大旱魃を経験したことから、上福田、加茂、社、福田の各町村の水不足を解消すべく、1925年（大正14年）8月、社町社（現在の加東市社）の区長会において、貯水池の建設や朝鮮水害義援金募集などの議題が協議され、県営の昭和池ダムの建設計画が浮上し、昭和の始めには完成された。このため昭和池と命名された。築造に際しては多くの犠牲者を出している。工事には多くの朝鮮人労働者が従事した。
また、この池でジェットスキーの練習をしている者もいる。

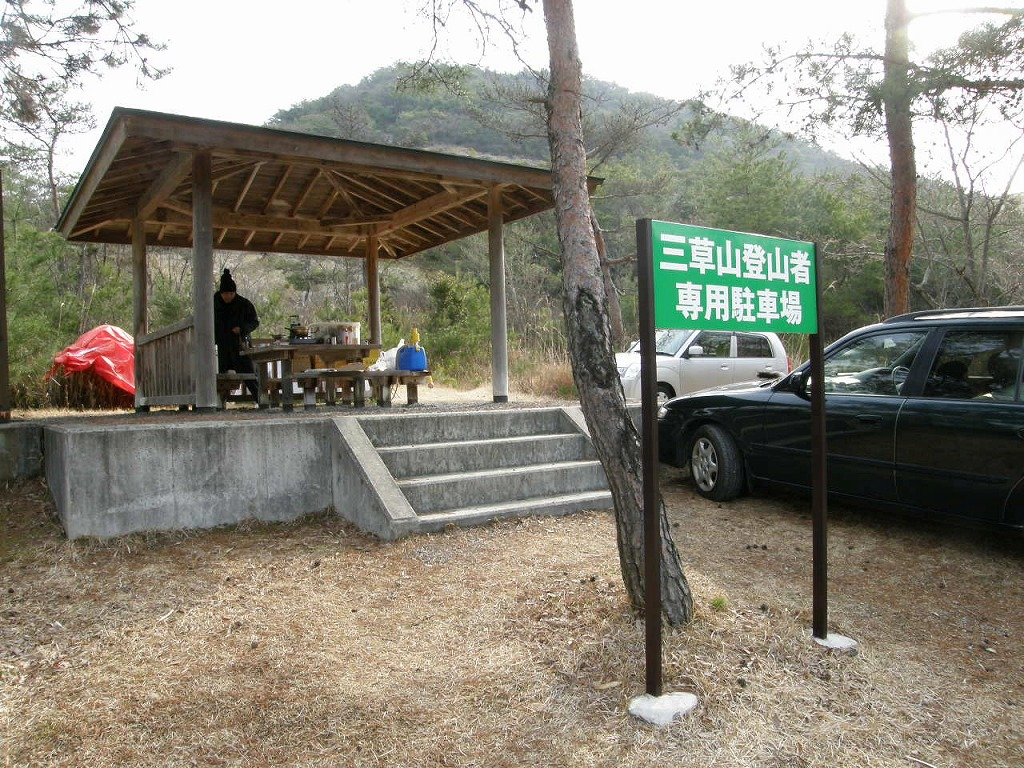
池の堰堤下の駐車場と東屋。三草山登山口になっている。

## 周辺
- 三草山（標高423,9m） 源平（源義経と平資盛）の古戦場（三草山の戦い）である三草山および、その登山道から見下ろす青々と美しい水をたたえた昭和池は、たいへんに風光明媚である。山頂には三草山城の記念碑や三草山神社がある。
- 朝光寺
- 東条湖